# Phoremia circumcincta
Phoremia circumcincta är en insektsart som beskrevs av Mesa, A., Ribas och García-novo 1999. Phoremia circumcincta ingår i släktet Phoremia och familjen syrsor. Inga underarter finns listade i Catalogue of Life.